# Kalmar domkyrkodistrikt
Kalmar domkyrkodistrikt er et svensk folkeregisterdistrikt i Kalmar kommune og Kalmar län.
Distriktet ligger i Kalmar, og det blev opretter den 1. januar 2016.
I distriktet ligger Kalmar Domkirke.
56°39′53″N 16°21′56″Ø / 56.66472°N 16.36556°Ø